# Valea Seacă (Iași)
Valea Seacă é uma comuna romena localizada no distrito de Iaşi, na região de Moldávia. A comuna possui uma área de 35.80 km² e sua população era de 6122 habitantes segundo o censo de 2007.